# Sovetskoe (platå i Antarktis)
Sovetskoe är en platå i Antarktis. Den ligger i Östantarktis. Australien gör anspråk på området.